# Trocadéro metróállomás
A Trocadéro egy metróállomás Franciaországban, Párizsban a párizsi metró 6-os és 9-es metróvonalán. Tulajdonosa és üzemeltetője a RATP.

## Metróvonalak
Az állomást az alábbi metróvonalak érintik:
- 6-os metróvonal
- 9-es metróvonal

## Kapcsolódó állomások
A metróállomáshoz az alábbi állomások vannak a legközelebb:
- Boissière (Charles de Gaulle - Étoile, 6-os metróvonal)
- Passy (Nation, 6-os metróvonal)
- Rue de la Pompe (Pont de Sèvres, 9-es metróvonal)
- Iéna (Mairie de Montreuil, 9-es metróvonal)